# Réti Árpád
Réti Árpád névvariáns: Réthy (Kolozsvár, 1939. december 31. – 2021. július 27.(k. n.)) magyar színész, az egri Gárdonyi Géza Színház örökös tagja, Albu Erzsébet férje, Réti Iringó apja.

## Életpályája
Kolozsváron született, 1939. december 31-én. Színészként a Szentgyörgyi István Színművészeti Főiskolán szerzett diplomát 1964-ben. Pályáját a Marosvásárhelyi Nemzeti Színházban kezdte. 24 évig volt a társulat tagja. 1988 novemberében települt át családjával Magyarországra. 1989-től az egri Gárdonyi Géza Színház művésze volt, 2013-tól Örökös Tagja. Előadóművészként önálló estjein verseket, balladákat mondott. Felesége Albu Erzsébet bábművész, színésznő volt. Leányuk Réti Iringó színésznő. Korábban a következőket nyilatkozta magáról: 

„1997-től tagja vagyok a Szent György Lovagrendnek. 2005-ben Eger városában fertálymesternek választottak. Az egri református gyülekezet presbitere vagyok. ... A marosvásárhelyi színházban mutattam be első előadóestjeimet. Áttelepülésünk után folytattam ezt a munkát. Évente újabb és újabb irodalmi esteket szerkesztettem és mutattam be. Mérhetetlenül gazdag anyagból válogathattam: nagy költőink verseiből állítottam össze műsoraimat. Tizenhét önálló estem van, melyeket könyvtárakban, iskolákban, templomokban, művelődési központokban játszom.”

## Fontosabb színházi szerepei
- William Shakespeare: Tévedések vígjátéka... Aegeon, syracusai kereskedő
- William Shakespeare: Romeo és Júlia... Mercutio; Shakespeare
- Anton Pavlovics Csehov: Ványa bácsi... Szerebrjákov Alekszandr Vlagyimirovics, nyugalmazott egyetemi tanár
- Carlo Goldoni: Chioggiai csetepaté... Vicenzo, halászmester
- Friedrich Dürrenmatt: A fizikusok... orvos
- Henrik Ibsen: A vadkacsa... Az öreg Ekdal
- Friedrich Schiller: Ármány és szerelem... Miller
- Miguel de Cervantes – Dale Wasserman – Mitch Leigh - Joe Darion: La Mancha lovagja... Atya
- Carlo Gozzi: Turandot... Izmael
- Jaroslav Hašek: Svejk a hátországban... Kopan bácsi; Vendel
- Sławomir Mrożek: A pulyka... Remete
- Bornemisza Péter: Magyar Elektra... Mester, Orestes oktatója
- Katona József: Bánk bán... Mikhál bán, Melinda bátyja
- Madách Imre: Az ember tragédiája... Agg eretnek, I. Gyáros
- Mikszáth Kálmán: Szent Péter esernyője... Kupeczky ny. prof.
- Kacsóh Pongrác: János vitéz... Francia király
- Móricz Zsigmond: Úri muri... Borbíró
- Móricz Zsigmond: Csibe... Papa (Kassai Thália Színház)
- Molnár Ferenc: Liliom... Linzmann
- Molnár Ferenc: Légy jó mindhalálig... Valkay
- Gárdonyi Géza – Gali László: A láthatatlan ember... Priszkosz, konstantinápolyi követ
- Gárdonyi Géza: A bor... kisbíró
- Remenyik Zsigmond: Az atyai ház... Hullám
- Heltai Jenő: A néma levente... Galeotto Marzio, a király krónikása
- Tamási Áron: Ördögölő Józsiás... Kámzsa
- Hegedüs Géza: Mátyás király Debrecenben... Boros, Debrecen bírája
- Eörsi István: Sírkő és kakaó... Orvos
- Sultz Sándor: És a hősök hazatérnek... Dr. Arnóczy Rudolf, Sánta barátja
- Háy Gyula: A ló (cAliguLÓ)... Fuficius, bankár
- Ébert Tibor: Bartók... Gaál Mózes, magyartanár
- Zerkovitz Béla – Szilágyi László: Csókos asszony... János, házmester
- Ödön von Horváth: Mesél a bécsi erdő... Mister
- Frank Wedekind: A tavasz ébredése... Gábor úr
- Georges Feydeau: Osztrigás Mici... Gnerissac
- Joseph Kesselring: Arzén és levendula... Mr.Witherspoon
- Reginald Rose: Tizenkét dühös ember... 9. számú esküdt
- Hervé: Nebáncsvirág... Igazgató
- Kálmán Imre: Csárdáskirálynő... Leopold Rippert-Weilersheim hercege
- Kálmán Imre: A montmartre-i ibolya... Darand, háztulajdonos
- Huszka Jenő: Mária főhadnagy... Szakhmáry
- Jean Giraudoux: Trójában nem lesz háború... Buzirisz
- Venczel József (összeállító): Misztériumjáték... Evangélista
- Giulio Scarnicci – Renzo Tarabusi: Kaviár és lencse... Alexis, inas
- Müller Péter – Tolcsvay László – Müller Péter Sziámi: Mária evangéliuma... József, az ács
- Boldizsár Miklós – Szörényi Levente – Bródy János: István, a király... Asztrik apát
- Andrew Lloyd Webber – Tim Rice: József és a színes, szélesvásznú álomkabát... Jákob
- Schönthan testvérek – Kellér Dezső – Szenes Iván: A szabin nők elrablása... Bányai Márton, tanár
- L. Frank Baum – Schwajda György: Óz, a nagy varázsló... Óz
- Kocsis István: Tárlat az utcán... Öreg bányász
- Fekete Sándor: Lenkey tábornok - a tizenegyedik aradi vértanú... Írnok, Walter névre hallgat

## Önálló estjeiből
- Fától fáig (Kányádi Sándor-est)
- Mi dolgunk a világon (Vörösmarty Mihály-est)
- Világosságot! (Petőfi Sándor-est)
- Balladák (Arany János-est)
- Talán a vízözön... (Babits Mihály-est)
- Ember az embertelenségben (Ady Endre-est)
- Tajtékos ég (Radnóti Miklós-est)
- Nem én kiáltok (József Attila-est)
- Versben bujdosó (Nagy László-est)
- A kor falára (Áprily Lajos; Remenyik Zsigmond, Dsida Jenő verseiből)
- Ki viszi át a szerelmet (Versek a szerelemről)
- A bujdosó imája (Wass Albert-est)
- Üzenet (Legkedvesebb versek I.)
- Esti kérdés (Legkedvesebb versek II.)
- Istenem, Istenem, áraszd meg a vizet (Népballadák)
- Himnusz a békéről (Versek)
- Írás a palackban (Verses összeállítás az 50. évforduló tiszteletére)

## Filmek, tv
- Mátyás király Debrecenben (színházi előadás tv-felvétele, 1990)

## Díjai, elismerései
- Eger város nívódíja (1996)
- A Gárdonyi Géza Színház Örökös Tagja (2013)
- Gárdonyi Géza-díj (2016)
- Művészeti életpálya elismerés (2018)